# (5765) Izett
(5765) Izett (1986 GU) – planetoida z pasa głównego asteroid okrążająca Słońce w ciągu 4,29 lat w średniej odległości 2,64 j.a. Odkryta 4 kwietnia 1986 roku.